# Euphorianthus euneurus
Euphorianthus euneurus är en kinesträdsväxtart som först beskrevs av Friedrich Anton Wilhelm Miquel, och fick sitt nu gällande namn av P.W. Leenhouts. Euphorianthus euneurus ingår i släktet Euphorianthus och familjen kinesträdsväxter. Inga underarter finns listade i Catalogue of Life.